# Onotoa (geslacht)
Onotoa is een geslacht van sponsdieren uit de klasse van de Demospongiae (gewone sponzen).

## Soorten
- Onotoa amphiastra de Laubenfels, 1955
- Onotoa claudelevii (Rützler & Hooper, 2000)